# Гран-Жарден
Гран-Жарден («Большой Сад»; фр. Château du Grand Jardin) — усадьба первого герцога Гиза, построенная в 1533—1546 годах в стиле Возрождения в лотарингском городе Жуанвиль. Главный, или банкетный дом (maison de plaisance) представлял собой крупный павильон, предназначенный для вечеринок и развлечений.
Поначалу усадьба именовалась Нижним замком (Château d’en-bas) — во избежание путаницы с укреплённым средневековым Верхним замком (который был разрушен во время Великой французской революции). 

## Архитектура
По традиции французской усадебной архитектуры банкетный дом окружён рвом. Доминирует прямоугольное главное здание без крыльев или хозяйственных построек. Богато украшенный фасад сочетает в себе декоративные элементы итальянского ренессанса с типичной для французских усадеб высокой крышей с мансардными окнами.
В интерьере доминирует большой праздничный зал, расположенный над винными погребами и кухнями. Около 1544 года была добавлена приёмная в северо-восточном углу, а в 1546 году была построена часовня в южном углу, с кессонным потолком в итальянском стиле. С обоих концов здания имеются винтовые лестницы с военными мотивами и герцогской монограммой.
В доме имелись и приватные покои, куда герцог и герцогиня могли удалиться со своими самыми почётными гостями: собственно комната, передняя и гардероб. Спален не было, так как герцог и его гости ночевали в расположенном рядом Верхнем замке.

## Сад
В XVI веке усадебный парк считался одним из лучших садов Франции; в этом отношении его можно сравнить с ренессансными парками замков Вилландри (Эндр и Луара) и Шамероль (Луаре). В 1544 году «Большой Сад» пострадал от вторжения войск императора Карла V. Сады Гизов были восстановлены ко времени визита Франциска I в Жуанвиль в 1546 году. Совершенством парка восторгался в то время поэт Реми Белло.
В 1856 году усадьбу приобрёл литейщик П. С. Капитан, который распорядился устроить новый парк в английском стиле. Здесь был высажен целый дендрарий: например, представлены китайский гинкго, американские болотные кипарисы, ликвидамбар, лириодендрон и метасеквойя. Ключевым элементом любого пейзажного парка является вода: природный источник питает канал, который проходит через сад и заполняет рвы, а затем естественный ручей течёт через парк к небольшому пруду.
В середине XX века парк в Жуанвиле не получал должного ухода. Партер площадью около 4 га был полностью переделан в 1990-х годах в стиле ренессансных итальянских парков XVI века. Каждый его раздел выполнен в форме определённой геометрической фигуры; квадраты засажены цветами, ароматическими и лекарственными травами. В партере высажены 365 фруктовых деревьев (по числу дней года) — главным образом традиционные сорта яблок, груш, айвы, вишни и сливы.

## Реконструкция
Усадьба была заброшена и сильно обветшала, когда в начале 1980-х годов её приобрели власти департамента Верхняя Марна. Здание было реконструировано и получило тот вид, который оно, по мысли историков архитектуры, имело в XVI веке. Также был восстановлен (заново высажен) цветник XIX века.
После реконструкции в Гран-Жардене проводятся концерты классической музыки, выставки современного искусства и коллоквиумы. Усадьба входит в Европейскую сеть центров культурных встреч.